# لم فونگ
ریموند لَم فونگ یکی از هنرپیشگان سریال‌های تلویزیونی در هنگ‌کنگ است.

## سریال‌های تلویزیونی
- ۱۹۹۹
  - در آستانه دوره جدید ۱ در نقش نگهبان زندان
- ۲۰۰۰
  - پزشک افسانه‌ای وا تُو در نقش سرباز
- ۲۰۰۱
  - مزه عشق در نقش کونگ سئونگ یائو
  - گامی در گذشته در نقش چیو پون / ئینگ جینگ
- ۲۰۰۲
  - خوشنودی ابدی در نقش وونگ پُو سیو وا
  - سرنوشت طلایی در نقش تینگ سین هانگ
  - کمان سبز در نقش گَم سای وای
- ۲۰۰۳
  - لوت جینگ سَن یَن وُنگ در نقش لُوک بون
- ۲۰۰۴
  - سنگدل در نقش مانگ لوئی / چُو نَن
  - برادرهای دوقلو در نقش کائو جُونگ
  - آخرین تلاش در نقش کِن چای پَک هانگ
- ۲۰۰۵
  - لذیذ لذیذ در نقش یائو هوئی لای / اُو سیو
- ۲۰۰۶
  - سلاح کشنده عشق و علاقه در نقش فونگ هونگ لیت
  - زنان قانون شکن در نقش چای فون
  - رو به سرنوشت در نقش لای یوک ئی
- ۲۰۰۷
  - قلب حریص در نقش آلفرد / چینگ لئونگ
  - استاد تای چی در نقش دوئن هیو سِنگ
  - نیرو عشق در نقش لین فونگ
  - راندن زندگی در نقش وا جنگ پونگ
  - چهار افسر ماهر در نقش مُو چینگ / وو چن
- ۲۰۰۸
  - قلب حریص ۲ در نقش آلفرد / چینگ لئونگ